# Derkacivka, Nedrîhailiv
Derkacivka (în ucraineană Деркачівка) este localitatea de reședință a comunei Derkacivka din raionul Nedrîhailiv, regiunea Sumî, Ucraina.

## Demografie
Componența lingvistică a localității Derkacivka
     Ucraineană (95,3%)
     Rusă (2,85%)
     Maghiară (1,85%)
Conform recensământului din 2001, majoritatea populației localității Derkacivka era vorbitoare de ucraineană (95,3%), existând în minoritate și vorbitori de rusă (2,85%) și maghiară (1,85%).